# Haemulon carbonarium
El ronco carbonero (Haemulon carbonarium) es una especie de peces de la familia Haemulidae en el orden de los Perciformes. Algunos nombres locales son: bocacolorá (Colombia), bocayate (Rep. Dominicana) o corocoro de piedra (Venezuela).

## Morfología
Los machos pueden llegar alcanzar los 36 cm de longitud total.

## Distribución geográfica
Se encuentra desde el sur de Florida, las Bahamas y Yucatán (México) hasta el Brasil, incluyendo el Golfo de México y el Mar Caribe.